# Tarzan wśród małp
Tarzan wśród małp (tyt. oryg. Tarzan of the Apes) – powieść przygodowa Edgara Rice’a Burroughsa. Była pierwszą z serii książek o Tarzanie. Opublikowana została po raz pierwszy w 1912 roku, w odcinkach w czasopiśmie literackim „All-Story Magazin”. W wersji książkowej ukazała się w 1914.
W Polsce opublikowano ją także pod alternatywnymi tytułami Tarzan król małp i Dziecko dżungli.

## Treść
II połowa XIX wieku. Brytyjski urzędnik, lord Jan Greyston (w angielskim oryginale – John Clayton, Lord Greystoke) udaje się z rządową misją do brytyjskich kolonii w Afryce. W morskiej podróży towarzyszy mu młoda żona Alicja. Niestety na statku, którym podróżują wybucha bunt załogi. Buntownicy mordują kapitana i oficerów, a Jana z Alicją wysadzają na dzikim, porośniętym dżunglą wybrzeżu Afryki z zapasami żywności i amunicji.
Małżonkowie budują bezpieczny dom na drzewie i starają się jakoś urządzić w nowym miejscu, oczekując pomocy. Niedługo potem rodzi się ich syn. Alicja wkrótce umiera, a jej mąż ginie zabity przez ogromną małpę imieniem Kerak – króla okolicznych małp. Dziecko zostaje przygarnięte przez małpią samicę – Kalę, która opiekuje się nim.
Młode dziecko dorasta wśród małp, które traktuje jak swoją rodzinę. Inne małpy nazywają go Tarzan, co w ich języku oznacza – Małpa z Białą Skórą. Z czasem Tarzan staje się niemal tak zręczny i silny jak one. Dodatkowo posiada inteligencję i potrafi się posługiwać bronią znalezioną w domku na drzewie swoich rodziców. Wkrótce w całej dżungli nie ma równego sobie przeciwnika. Pokonuje Keraka i sam zostaje królem plemienia małp. Stacza wiele walk ze zwierzętami i dzikimi ludożercami, którzy osiedlili się w pobliżu i ze wszystkich wychodzi zwycięsko.
Jakiś czas później do wybrzeża przybija okręt. Na okręcie tym wybuchł bunt, a zbuntowana załoga zostawia amerykańskich podróżnych w dżungli na pewną śmierć. Tarzan po raz pierwszy widzi białych ludzi. Szczególną uwagę zwraca na niego piękna Amerykanka Jane, córka profesora, jednego z podróżnych. Zakochuje się w niej. Postanawia zaopiekować się rozbitkami, którzy zamieszkali w jego domku na drzewie. Chroni ich i dostarcza żywności. W niewielkim stopniu się im jednak pokazuje i niewiele z nimi rozmawia bo nie zna języka.
Kiedy do wybrzeża dobija francuski okręt, który schwytał buntowników, rozbitkowie są szczęśliwi. Jednak olbrzymia małpa porywa Jane. Tarzan chcąc ją ratować stacza śmiertelną walkę z małpą i zabija ją. Rozmawiając na migi z uratowaną Jane wyznaje jej miłość. W tym samym czasie oddział Francuzów, który udaje się na poszukiwanie Jane, zostaje zaatakowany przez ludożerców i choć wychodzi zwycięsko z potyczki, traci kapitana Phillippe’a D’Arnot, który trafia do niewoli. Tarzan pozostawia Jane i udaje się na pomoc. Tymczasem reszta rozbitków widząc, że Jane wróciła cała i zdrowa, i sądząc ze kapitan nie żyje, decyduje się odpłynąć. Jane waha się, gdyż też coś czuje do Tarzana. Podziwia go za jego siłę i odwagę oraz jest wdzięczna za pomoc jaką im udzielał. Nie chce odjechać bez pożegnania, ale w końcu ulega, kiedy reszta rozbitków sugeruje, że Tarzan może być jednym z kanibali.
Tymczasem Tarzan ratuje rannego kapitana D’Arnot z rąk ludożerców i opiekuje się nim. Ten z wdzięczności uczy Tarzana języka. Domyśla się, że Tarzan jest synem zaginionego lorda Greystona. Tarzan wyznaje Francuzowi, że kocha Jane i chce popłynąć za nią do Ameryki. Wówczas Francuz postanawia mu pomóc. Obaj postanawiają udać się do Ameryki. Na miejscu okazuje się, że Jane jest zmuszona do poślubienia bogatego człowieka, którego nie kocha, ponieważ ojciec popadł w długi. Tarzan udaremnia te plany małżeńskie i spłaca długi ojca Jane skarbem, który niegdyś ukradł zbuntowanej załodze statku. Ponownie wyznaje Jane miłość. Jane darzy Tarzana uczuciem, jednak obawia się perspektywy małżeństwa z dzikim i nieokrzesanym człowiekiem. Tarzan widząc wahanie Jane odchodzi.

## Odbiór
Powieść stała się bestsellerem. Jej łączny nakład przekroczył trzydzieści sześć milionów egzemplarzy. Jeszcze za życia autora przełożono ją na trzydzieści jeden języków. Sukces zachęcił autora do kontynuacji, w rezultacie napisał jeszcze dwadzieścia pięć powieści o przygodach króla małp. Powieść oraz postać Tarzana stały się podstawą dla komiksów, filmów oraz książek innych autorów. W 1928 roku wokół posiadłości autora powstało miasteczko Tarzan City. Zrealizowano też serial radiowy o przygodach Tarzana, a jego podobiznami ozdabiano koszulki, cukierki i sprzęty gospodarstwa domowego. W 1943 roku powstała młodzieżowa organizacja „Tarzan Clan of America”, która miała ambicję rywalizować ze skautingiem.

## Ekranizacje
Powieść ta, podobnie jak inne powieści tego cyklu była kilkakrotnie przenoszona na ekran. Nakręcono też wiele filmów o Tarzanie, które nie miały żadnego związku z powieściami poza postacią.
- Tarzan wśród małp (Tarzan of the Apes) – amerykański film niemy  z 1918 roku (wyk. Elmo Lincoln)
- Romans Tarzana (The Romance of Tarzan) – amerykański film niemy  z 1918 roku (wyk. Elmo Lincoln)
- Człowiek-małpa (Tarzan the Ape Man) – amerykański film z roku 1932 (wyk. Johnny Weissmuller). Sukces filmu zaowocował kontynuacjami. Powstało łącznie dwanaście filmów, w których główną rolę grał Johnny Weissmuller.
- The New Adventures of Tarzan – serial kinowy z 1935. Liczył 12 odcinków (wyk. Herman Brix). Serial ten powstawał niezależnie od serii z Johnnym Weissmullerem.
- Tarzan, the Ape Man – amerykański film z 1959 (wyk. Denny Miller)
- Tarzan – człowiek małpa (Tarzan, the Ape Man) – amerykański film z 1981 (wyk. Miles O’Keeffe)
- Greystoke: Legenda Tarzana, władcy małp (Greystoke: The Legend of Tarzan, Lord of the Apes) – brytyjsko-amerykański film z 1984 roku (wyk. Christopher Lambert)
- Tarzan of the Apes   – amerykański film animowany z 1999 roku
- Tarzan  – amerykański film animowany z 1999 roku (Disneya)
- Tarzan: Król dżungli (Tarzan) – niemiecki film animowany z 2013 roku